# Midtown Atlanta
Midtown Atlanta, o Midtown, es un vecindario residencial y comercial de alta densidad de Atlanta, Georgia. La extensión geográfica exacta del área está mal definida debido a las diferentes definiciones utilizadas por la ciudad, los residentes y los grupos comerciales locales. Sin embargo, su núcleo comercial está anclado por una serie de edificios de oficinas de gran altura, condominios, hoteles tiendas comerciales  a lo largo de la calle Peachtree entre la Avenida Norte y la Calle 17. Midtown, situado entre el centro al sur y Buckhead al norte, es el segundo distrito comercial más grande del área metropolitana de Atlanta. En 2011, tenía una población residente de 41.681 habitantes y una población comercial de 81.418.
Midtown tiene la mayor densidad de instituciones artísticas y culturales en el sureste, entre ellas el Fox Theatre, el Woodruff Arts Center, el High Museum of Art, el Center for Puppetry Arts, la Atlanta Symphony Orchestra y el Museum of Design Atlanta. Midtown atrae a más de seis millones de visitantes anualmente, principalmente en relación con grandes eventos anuales como el Atlanta Dogwood Festival, Atlanta Pride, Music Midtown y los juegos atléticos de Georgia Tech. Desde la década de 1990, ha sido un área para el desarrollo de alta densidad debido a las opciones de transporte masivo, su cuadrícula urbana y la conveniencia.

## Geografía y nomenclatura
La definición y el significado de "Midtown" ha variado con el tiempo, expandiéndose desde un concepto original de un pequeño vecindario a medio camino entre Downtown y Buckhead. Las definiciones de los límites varían según la fuente. En muchos casos, Midtown es una entidad cuasi legal para fines de zonificación, cumplimiento de la ley e impuestos. Está definido por la ciudad de Atlanta para incluir el distrito de negocios a lo largo de la calle Peachtree, así como el centro histórico, el área residencial al este de Piedmont Avenue y al sur de Piedmont Park. Midtown Alliance define un área más grande, Greater Midtown de aproximadamente cuatro millas cuadradas. Esto incluye el área dentro de la definición de la ciudad, pero dividiéndola en las subáreas Midtown Core y Midtown Garden District, es decir Midtown histórico. También incluye los vecindarios de Ansley Park, Sherwood Forest, Atlantic Station, Home Park y Loring Heights.
El área ha tenido otros nombres. Una fuente de 1897 se refiere al área como North Atlanta, que más tarde sería el nombre de la ciudad actual de Brookhaven. El "North Atlanta" de 1897 abarcó (aproximadamente) la mayor parte de Midtown, Georgia Tech e English Avenue. Fuentes de la década de 1950 y principios de la de 1960 se refieren al área como "Uptown Atlanta", un apodo que se aplicaría a Buckhead tras su anexión.

## Historia

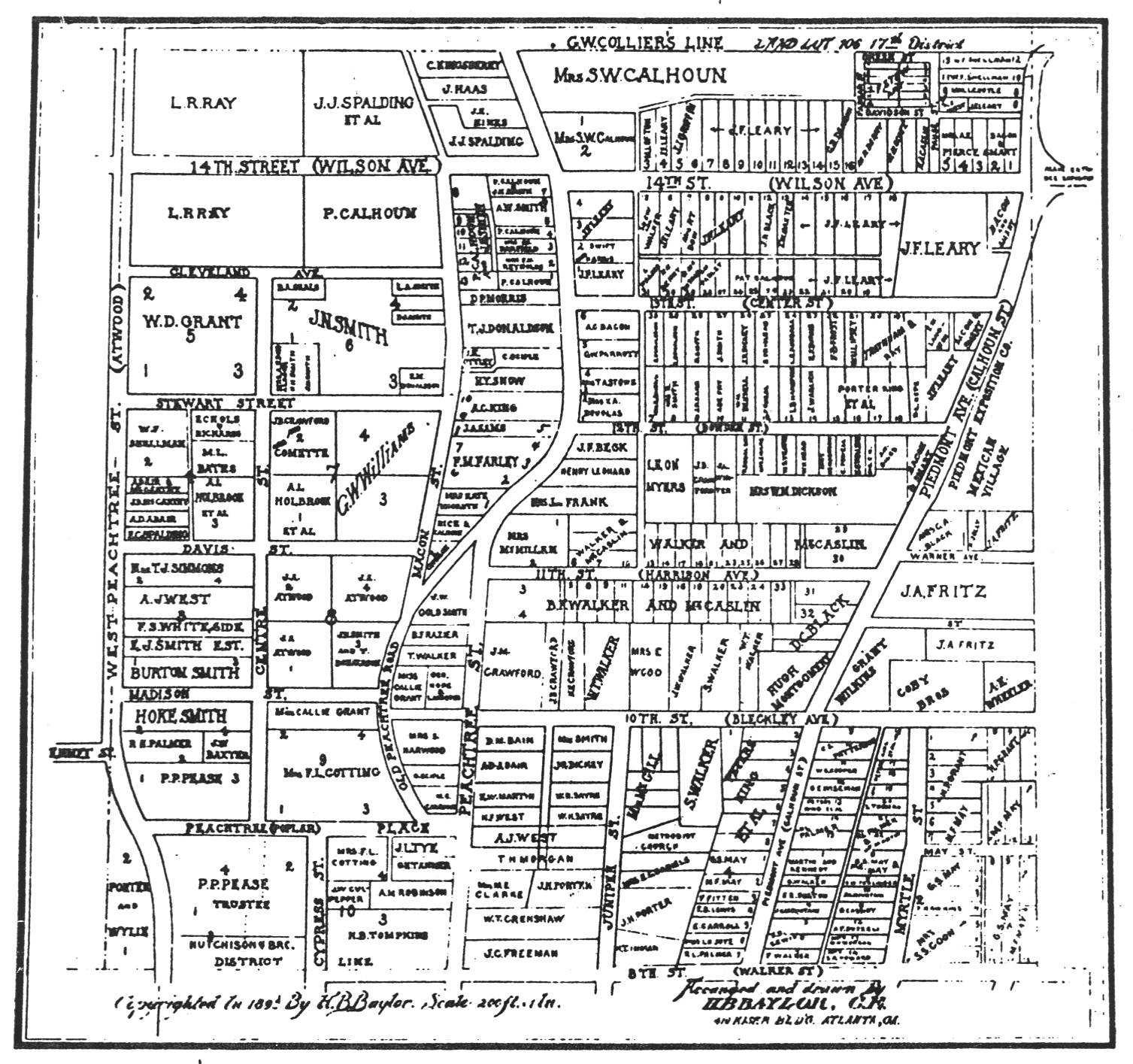
Mapa de parte de Midtown Atlanta, 1895

La mitad sur de Midtown entre 8th Street y North Ave fue comprada originalmente por Richard Peters en 1848 para usar el bosque de pinos como combustible para su molino de harina en el centro. Durante los siguientes 40 años, Peters subdividió lentamente secciones de estos lotes de tierra para un área residencial cuadriculada y construyó su propia casa allí en Peachtree en 4th Street. Su hijo, Edward, construyó su casa en la cuadra delimitada por North Avenue, Piedmont Avenue, Ponce de Leon Avenue y Myrtle Street. La casa, ahora llamada Ivy Hall, fue restaurada por el Savannah College of Art & Design en 2008 y está incluida en el Registro Nacional de Lugares Históricos.
Después de la Guerra de Secesión, Peachtree entre lo que ahora son las calles 8 y 12 todavía estaba una milla por fuera de los límites de la ciudad, que terminaba en Pine Street. Después de la guerra se desarrolló un barrio de chabolas llamado Tight Squeeze en Peachtree en lo que ahora es 10th Street. Era infame por la vagancia, la desesperación y los robos a los comerciantes que transitaban por el asentamiento. A medida que Atlanta se alejaba de su centro histórico, se construyeron mansiones a lo largo de Peachtree Street y el área alrededor de la 10 se conoció como Blooming Hill. Se construyeron calles transversales y el desarrollo residencial comenzó alrededor de 1880. Piedmont Park se estableció con la Piedmont Exposition de 1887, seguida por la Cotton States and International Exposition de 1895, lo que le dio al área una nueva prominencia. Las líneas de tranvías eléctricos se extendieron a lo largo de Piedmont Avenue en 1895 y a lo largo de Peachtree Street (hasta Brookwood) en 1900. En 1904, comenzó el desarrollo de Ansley Park. En la década de 1920, Tenth y Peachtree se habían convertido en el nexo de un importante distrito comercial para el vecindario circundante. La Encyclopædia Britannica de 1910 incluyó a Peachtree Street en Midtown como una de las mejores áreas residenciales de la ciudad, junto con Ponce de Leon Circle (ahora Ponce de Leon Avenue), Washington Street e Inman Park.
La autopista Downtown Connector se abrió en la década de 1950, y las cuadras entre Williams Street y Techwood Drive fueron demolidas para darle paso. En 1959 Lenox Square y en 1964, Ansley Mall abrió y el distrito comercial de Tenth Street entró en declive. A finales de la década de 1960, Peachtree Street entre las calles Octava y Decimocuarta se había convertido en un centro de la cultura hippie conocido como The Strip

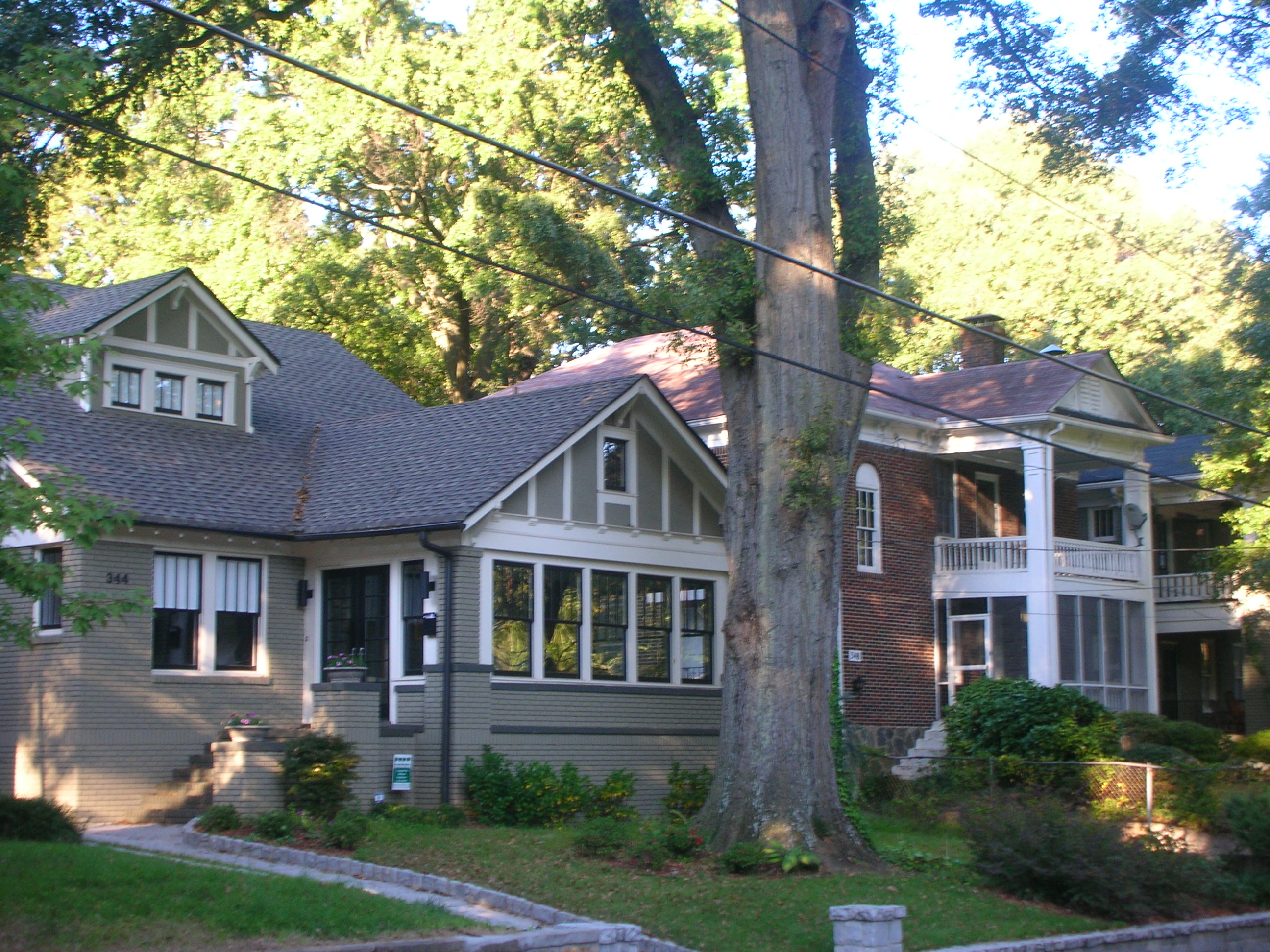
Bungalós en el Distrito Histórico de Midtown

El desarrollo comercial a gran escala comenzó con Colony Square, el primer desarrollo de uso mixto en el sureste, que se construyó entre 1969 y 1973. La línea de metro MARTA se inauguró en 1981. En la década de 1980, muchas propiedades antiguas fueron demolidas, algunas permanecieron vacías durante décadas. El desarrollo comercial y residencial de alta densidad echó raíces en el corredor norte-sur a lo largo de Peachtree y West Peachtree. El BellSouth Center (1982), ahora AT&T Midtown Center, fue durante mucho tiempo el rascacielos emblemático de la zona. Sin embargo, el desarrollo comercial se intensificó después de 1987, cuando se completó One Atlantic Center.
La década de 2000 vio la construcción de numerosos edificios de condominios de gran altura en Midtown, como Spire, Viewpoint y 1010 Midtown. En 2006, la entonces alcaldesa Shirley Franklin puso en marcha un plan para convertir el tramo de 14 cuadras de Peachtree Street en un destino de compras al nivel de la calle. La apertura en 2004 del puente de la calle Seventeenth Street sobre el Downtown Connector volvió a conectar Midtown con el lado oeste de la ciudad y con el desarrollo de uso mixto Atlantic Station, que se construyó en el antiguo emplazamiento de la empresa Atlantic Steel.
Midtown Alliance, un grupo de voluntarios, empleados y miembros de la comunidad y las empresas, se formó en 1978 con el fin de trabajar para mejorar la calidad de vida en general en Midtown y transformarlo en un lugar ideal para que las personas vivan, trabajen y vivan activamente. tocar. Las actividades de la Alianza incluyen mejorar la seguridad del vecindario, desarrollar programas artísticos y educativos del área y formar líderes comunitarios. El plan maestro de Alliance, llamado Blueprint Midtown, tiene el mérito de impulsar el resurgimiento económico que ha ayudado a que el área de Midtown, una vez oprimida, se transforme en los últimos años en un vecindario popular.

En un artículo de Creative Loafing de 2011 afirmaba que:
« Ninguna parte de la ciudad ha evolucionado más dramáticamente durante las últimas dos décadas... Los impersonales edificios de oficinas, los imponentes estacionamientos y las frías arterias de asfalto han dado paso a la vida en rascacielos y una explosión de vida en la calle...Donde antes había un páramo, ahora hay excelentes restaurantes, tiendas de comestibles, tiendas especializadas, casas adosadas, lofts y... gente »

## Arquitectura y distritos históricos

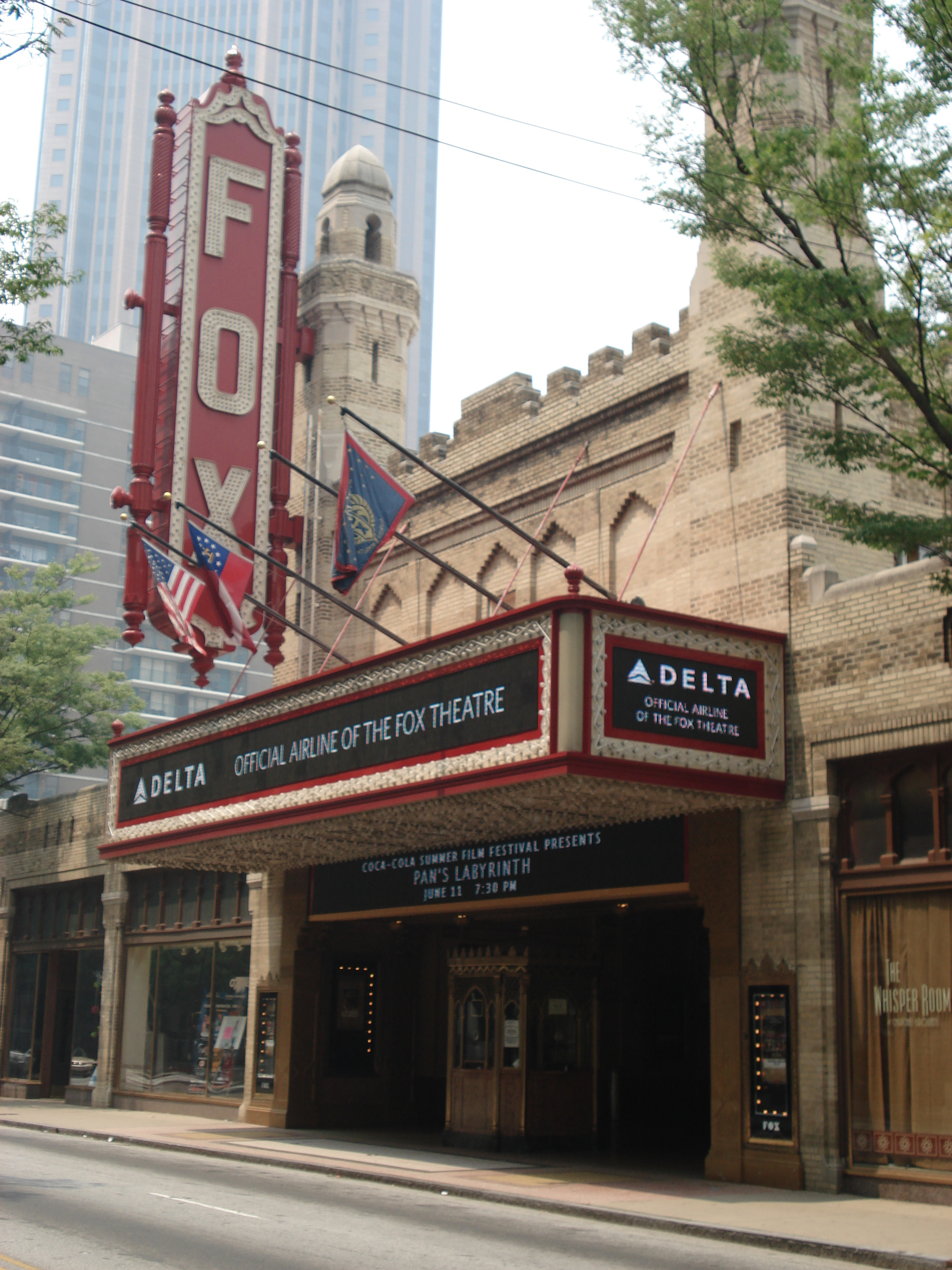
El Fox Theatre, un ícono cultural de Atlanta

A principios de la década de 1980, Midtown Atlanta era un área arruinada que consistía principalmente en estacionamientos. Para 1987, One Atlantic Center se construyó en la esquina de West Peachtree Street y 14th Street, lo que dio inicio a la remodelación del área. Algunos edificios contemporáneos destacados son:
- High Museum of Art de Richard Meier y Renzo Piano
- One Atlantic Center por Philip Johnson
- 1100 Peachtree
- 1180 Peachtree
- AT&T Midtown Center
- Four Seasons Hotel
- Promenade II
- Spire
- ViewPoint
- 1010 Midtown

En el área que rodea la calle Peachtree, se conservó muy poca de la arquitectura original. Algunas de las notables excepciones que figuran en el Registro Nacional de Lugares Históricos incluyen la Csas Margaret Mitchell, Rhodes Hall, la Casa Edward C. Peters y la Academia de Medicina.
Los distritos históricos incluyen el Distrito Histórico del Fox Theatre y el centro histórico de la ciudad; ambos figuran en el Registro Nacional de Lugares Históricos. El Distrito Histórico del Fox Theatre comprende el Fox Theatre (Oliver Vinour et al., 1929), el Georgian Terrace Hotel de William Lee Stoddart (1911), los apartamentos italianizantes Ponce de Leon de Stoddart (1913) y el Cox-Carlton Hotel (1925). Historic Midtown, que incluye la mayor parte de Midtown al este de la Avenida Piedmont, es conocido por sus bungalós y casas de estilo Queen Anne.

## Parques y recreación

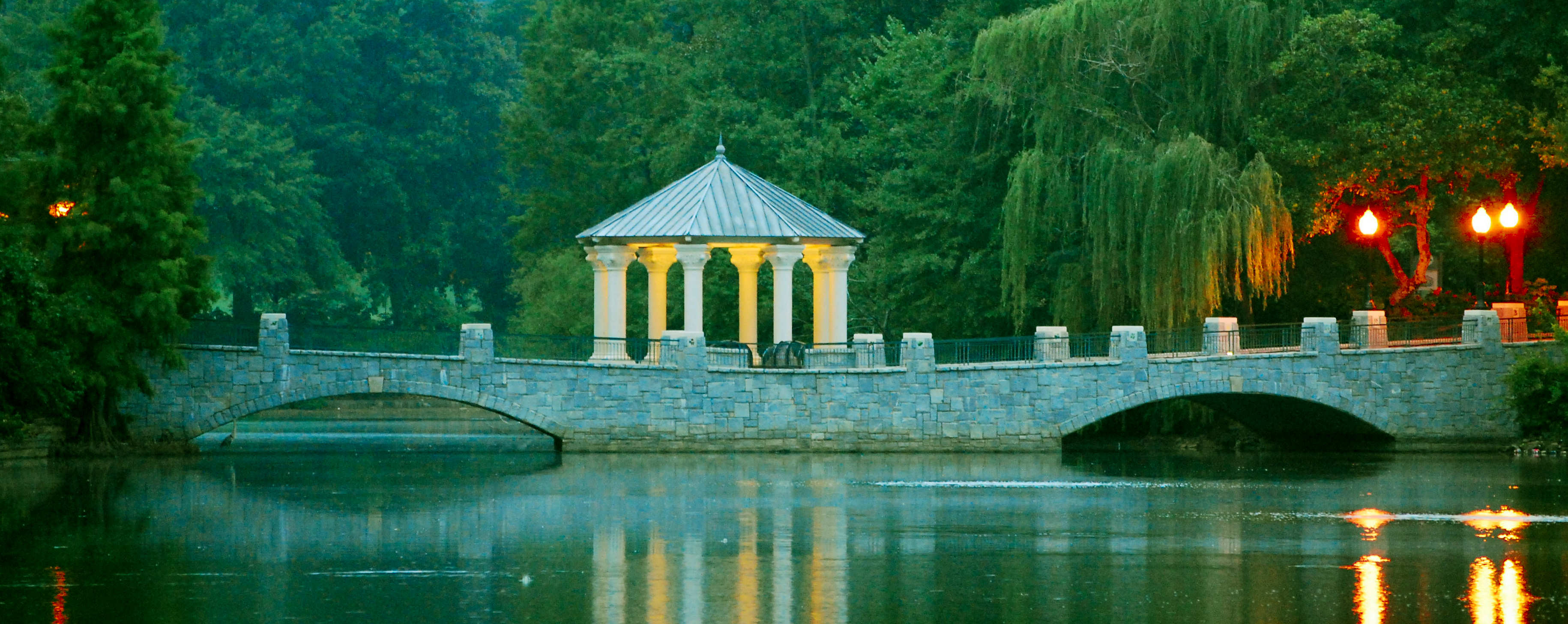
Puente sobre el lago Clara Meer en Midtown's Piedmont Park

El punto focal de Midtown es el amplio espacio verde de Piedmont Park, que experimentó una gran expansión en 2011. El parque está rodeado por el distrito comercial de Midtown al oeste, Ansley Park al noroeste, BeltLine, Morningside y Virginia Highland al este, y el Distrito Histórico de Midtown al sur. El Jardín botánico de Atlanta linda con el parque.
El BeltLine tiene 35,4 km que recorre los barrios más antiguos del centro de Atlanta, que se desarrollará por etapas. El BeltLine Eastside Trail conecta Piedmont Park (en la intersección de 10th y Monroe) con la estación Inman Park del MARTA en DeKalb Avenue. El proyecto "Art on the BeltLine" ha resultado en la instalación de varias piezas de arte contemporáneo en el camino.

## Economía
Midtown Atlanta es un distrito comercial por derecho propio, que contiene 2.000.000 m² de espacio para oficinas, con 760.000 m² de espacio para oficinas agregado al área desde 1997, con hasta 350.000 m² más planificado. Además, Midtown alberga muchas sedes corporativas, como Equifax, EarthLink, Invesco, y The Coca-Cola Company, así como otras corporaciones con una presencia considerable como Norfolk Southern., Wells Fargo, PriceWaterhouseCoopers, y AT&T Inc. Carter's, Inc. tenía su sede en Midtown, pero se mudó a Buckhead en 2013. Las oficinas regionales de empresas como Google, Arcapita y Jason's Deli se encuentran en Midtown. Los principales bufetes de abogados como King & Spalding y Kilpatrick & Stockton también se encuentran en Midtown. En abril de 2019, se inauguró en Midtown el mercado de alimentos integrales más grande del sureste de los Estados Unidos.
Midtown también alberga una parte de las misiones diplomáticas de Atlanta. El Consulado General de Canadá está ubicado en el edificio 100 Colony Square igual que la Agencia de Inversión Extranjera de los Países Bajos. El Consulado General de Suiza en Atlanta está ubicado en el edificio Two Midtown Plaza. La Oficina Representativa Económica y Cultural de Taipéi, que representa a la República de China, está ubicada en Atlantic Center Plaza. El Consulado General de Israel para el Sureste también se encuentra en Midtown. De 1995 a 2002, el Consulado General de Japón en Atlanta estuvo en Colony Square antes de trasladarse a Buckhead.

### Tiendas y centros comerciales
Inmediatamente adyacente a Midtown en el lado sureste a lo largo de BeltLine se encuentran el gran centro de estilo de vida Ponce City Market en el antiguo edificio Sears, el centro de energía Midtown Promenade con Home Depot y otras grandes tiendas, y el centro comercial comunitario Midtown Place con un Trader Joe's y un cine multicine. Atlantic Station, un gran centro comercial regional y de estilo de vida, y el Ansley Mall, del tamaño de una comunidad, se encuentran junto al extremo norte de Midtown. Algunas tiendas minoristas están ubicadas a lo largo de Peachtree Street, pero el área no ha sido un destino de compras importante desde la década de 1960 y un bulevar de tiendas de lujo imaginado en 2006 nunca llegó a establecerse.

## Artes y cultura

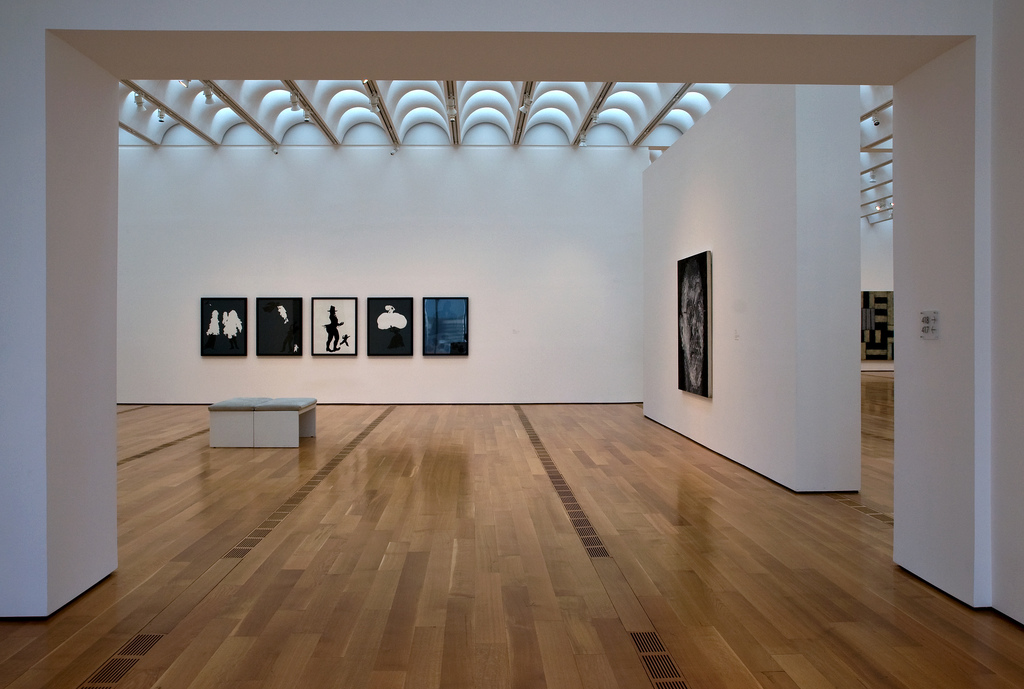
El interior del High Museum of Art

Midtown es conocido por muchos residentes como el "corazón de las artes" de Atlanta. Aquí se encuentran el Ferst Center for Arts, el Fox Theatre, el Woodruff Arts Center, el Atlanta Botanical Garden, el High Museum of Art diseñado por Richard Meier y Renzo Piano, así como el Atlanta Ballet, la Atlanta Symphony Orchestra, el Center for Puppetry Arts y otros lugares de arte y entretenimiento. Recientemente, se expandieron el Woodruff Arts Center y su campus. Las adiciones futuras incluirán un nuevo Atlanta Symphony Center. The High ha colaborado con los principales museos de arte para albergar colecciones temporales de obras maestras, sobre todo el Louvre y el Museo Metropolitano de Arte. Al otro lado de la calle de High se encuentra el MODA (Museum of Design Atlanta), el único museo en el sureste de los Estados Unidos dedicado exclusivamente al estudio y celebración de todo lo relacionado con el diseño. En Midtown también se localiza el campus de Atlanta del Savannah College of Art and Design, que ocupa diversos edificios históricos por todo el distrito.

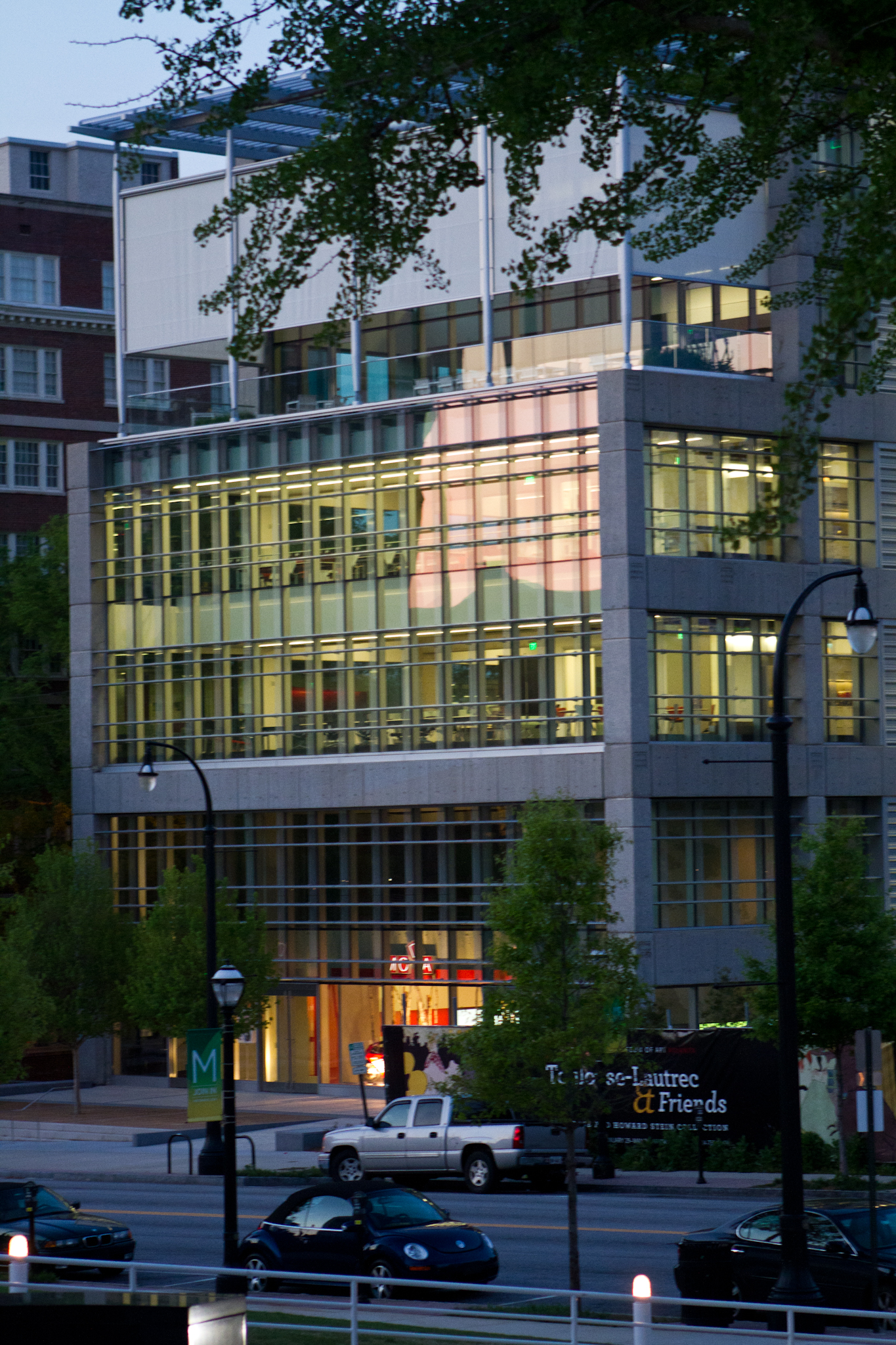
El MODA (Museum of Design Atlanta) se encuentra en Peachtree Street

Piedmont Park de Midtown es un lugar popular para organizar festivales culturales en Atlanta. Cada primavera, cuando los cornejos nativos florecen en Piedmont Park, se celebra el Atlanta Dogwood Festival, una feria de artes y artesanías. Piedmont Park es también la línea de meta de la Peachtree Road Race, que se celebra anualmente el Día de la Independencia. Al ser el punto cero para la comunidad artística de Atlanta, es en Midtown en donde se organiza cada año el Festival de las Artes de Atlanta, que reúne a artistas de todo el país en Piedmont Park. 
En Piedmont Park también se organiza el mayor festival multicultural del sureste de los Estados Unidos, el Festival Peachtree Latino, que celebra la cultura hispanoamericana con artes y artesanías, actividades familiares, eventos deportivos, un desfile, demostraciones de baile, comidas étnicas y un escenario de música en vivo con presentaciones internacionales,artistas de México, Puerto Rico, Colombia, Venezuela y República Dominicana. En Midtown se celebra, igualmente, el principal festival de música de Atlanta, el Music Midtown, que fue revivido en 2011 después de una pausa de cinco años. En la esquina de 8th Street y Spring Street, cerca de la estación Midtown MARTA, Midtown también alberga el Peachtree Music Festival, un festival de música de dos etapas de un día que combina bandas de indie rock con DJ electrónicos. En el otoño, el festival Atlanta Pride atrae a la comunidad LGBT local y regional, mientras que el festival de cine gay Out on Film, de una semana de duración, programa películas de, para y sobre la comunidad LGBT.

## Educación

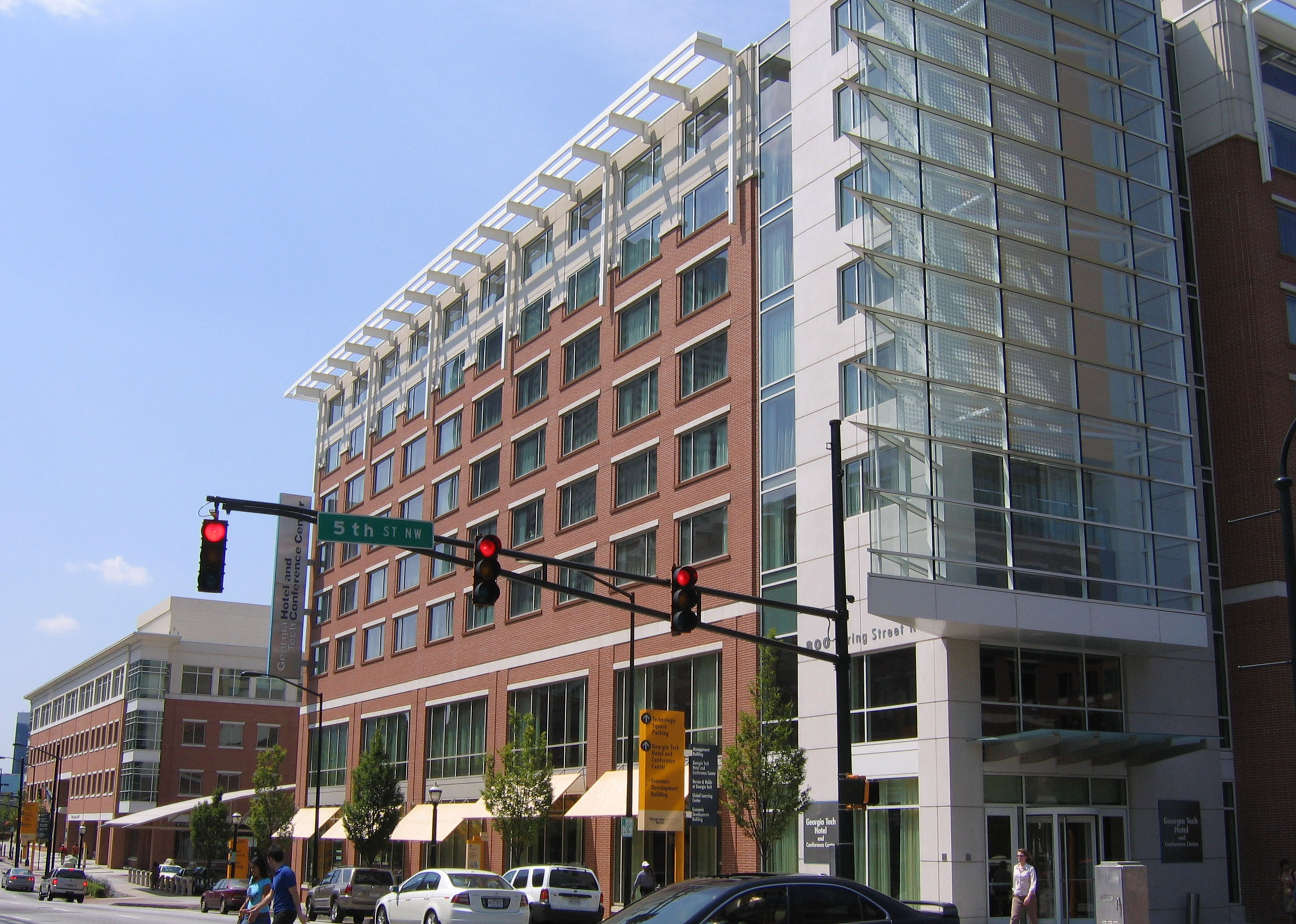
Plaza de la tecnología de Midtown

- Escuela Primaria Springdale Park
- Escuela Intermedia Inman
- Escuela secundaria Henry W. Grady

Además, los campus del Instituto de Tecnología de Georgia, la Facultad de Derecho John Marshall y la división de Atlanta del Savannah College of Art and Design se encuentran en Midtown.

## Transporte
Midtown Atlanta está servida por el raíl de Atlanta rápido transit sistema, MARTA, en la Avenida del Norte, Midtown, y estaciones de MARTA de Centro de Artes. MARTA opera servicio de autobús significativo en el distrito, también. hay también un libre shuttle entre la Estación de MARTA de Centro de Artes y Estación Atlántica, así como un libre-a-el-público daytime shuttle entre el Midtown MARTA estación y Tecnología de Georgia llamaron la "Tecnología Trolley".